# 176gy busz (Budapest, 2003–2008)
A budapesti 176-os (gyors 176-os) jelzésű autóbusz az Örs vezér tere és Rákoscsaba-Újtelep, Naplás út között közlekedett. A vonalat a Budapesti Közlekedési Zrt. üzemeltette.

## Története
2003. szeptember 22-én új gyorsjárat indult 176-os jelzéssel az Örs vezér tere és Rákoscsaba-Újtelep, Naplás út között.
2008. augusztus 21-én a 176E jelzést kapta és útvonalát Rákoscsaba-Újtelepen megváltoztatták.

## Útvonala
| Rákoscsaba-Újtelep, Naplás út felé: | Örs vezér tere felé: |
| --- | --- |
| Örs vezér tere vá. – Fehér út – Gyógyszergyári utca – Keresztúri út – Felüljáró – Pesti út – Cinkotai út – Liget sor – Ferihegyi út – Ananász utca – Rákoscsaba-Újtelep, Naplás út vá. | Rákoscsaba-Újtelep, Naplás út vá. – Naplás út – Diadal utca – Ároktő út – XVIII. utca – XVII. utca – Gyöngytyúk utca – Cinkotai út – Pesti út – Felüljáró – Keresztúri út – Gyógyszergyári utca – Fehér út – Örs vezér tere vá. |

## Megállóhelyei
| 0  | Örs vezér tere végállomás                | 30 | Gödöllői és csömöri HÉV 31, 32, 44, 45, 61, 61, 61E, 67, 85, 85, 131, 144, 168, 231, 244, 276E, 277, Expo, Rákoskert 3, 62 81, 82 Helyközi buszok |
| 16 | Göröngyös utca (↓) Borsó utca (↑)        | 11 | 61, 61, 62, 67, Keresztúr |
| 19 | Liget sor                                | 8  | 46, 276E |
| 21 | Liszt Ferenc utca                        | ∫  | 276E |
| 22 | Rákosliget vasútállomás                  | ∫  | 46G, 198, 276E Rákosliget |
| 23 | IV. utca                                 | ∫  | 198, 276E |
| 24 | Hősök tere                               | ∫  | 46G, 198, 276E |
| ∫  | Cinkotai út                              | 7  | 46, 46G, 276E |
| ∫  | Tarack utca                              | 5  | 46G, 276E |
| 25 | XX. utca (↓) XVII. utca (↑)              | 4  | 46G, 198, 276E |
| 26 | Ananász utca                             | ∫  | 198, 276E |
| 27 | Bártfai utca                             | ∫  | 198, 276E |
| ∫  | Ároktő út                                | 3  | 198, 276E |
| ∫  | Bártfai utca                             | 2  | 198, 276E |
| ∫  | Diadal utca                              | 1  | 198, 276E |
| 28 | Rákoscsaba-Újtelep, Naplás út végállomás | 0  | 198, 276E |